# أيمي ديفيدسن
أيمي ديفيدسن (بالإنجليزية: Amy Davidson) ممثلة أمريكية من مواليد 15 سبتمبر 1979, ظهرت في مسلسل 8 قواعد بسيطة.

## مواقع خارجية
- أيمي ديفيدسن على موقع IMDb (الإنجليزية)
- أيمي ديفيدسن على موقع ألو سيني (الفرنسية)
- أيمي ديفيدسن على موقع أول موفي (الإنجليزية)
- أيمي ديفيدسن على موقع إن إن دي بي (الإنجليزية)
- أيمي ديفيدسن على موقع قاعدة بيانات الفيلم (الإنجليزية)
- أيمي ديفيدسن على موقع كينوبويسك (الروسية)

1. ↑  أفلامي.آي تي، QID:Q3841788